# اسپریت تپه خراب مسجد
اسپریت تپه خراب مسجد یا اسپریت تپه میاندره مربوط به دوران پیش از تاریخ ایران باستان تا دوران‌های تاریخی پس از اسلام است و در شهرستان کردکوی، بخش مرکزی، در غرب روستای میاندره واقع شده و این اثر در تاریخ ۱۰ بهمن ۱۳۸۳ با شمارهٔ ثبت ۱۱۳۳۲ به‌عنوان یکی از آثار ملی ایران به ثبت رسیده است.